# 1905 dans les chemins de fer
Chronologie des chemins de fer
1904 dans les chemins de fer - 1905 - 1906 dans les chemins de fer

## Évènements
- Mise en service de la gare de Strasbourg-Neudorf.

### Janvier
- 1er janvier, France : prolongement de la ligne de Bordeaux à Lacanau jusqu'à la future station balnéaire de Lacanau-Océan.
- 25 janvier, France : mise en service de la ligne 3 du métro de Paris entre Père Lachaise et Gambetta, la section entre Villiers et Père Lachaise étant ouverte depuis 1904[1].

### Juin
- 12 juin, États-Unis : le train de voyageurs Pennsylvania Special des Chemins de fer de Pennsylvanie établit un record du monde de vitesse sur rail, en atteignant 204,7 km/h entre Chicago et New York.
- 19 juin, France : déclaration d'utilité publique de la ligne B du métro de Paris d'une longueur de 2,868 kilomètres reliant la porte de Saint-Ouen à la gare Saint-Lazare

### Septembre
- 1er septembre, France : ouverture de la section Lanne-en-Barétous-Tardets de la ligne Oloron-Mauléon (Compagnie du chemin de fer Pau-Oloron-Mauléon et du tramway de Bayonne à Biarritz)

### Octobre
- 7 octobre.  Empire russe :   appel à la grève générale par les syndicats de cheminots dans le cadre de la révolution russe de 1905 ; le réseau de Saint-Pétersbourg est bloqué le 12, puis la grève s'étend en Sibérie[2].
- 10 octobre, France : déclaration d'utilité publique de la ligne de Dax à Amou

## Anniversaires

### Naissances
- 17 janvier, France : Louis Armand, ingénieur français et président de la SNCF.

### Décès
- 10 juillet, France : Georges Nagelmackers, fondateur de la Compagnie des wagons-lits et des trains de luxe en Europe.